# Eicken-Bruche
Eicken-Bruche ist ein Ortsteil der Stadt Melle.

## Geschichte

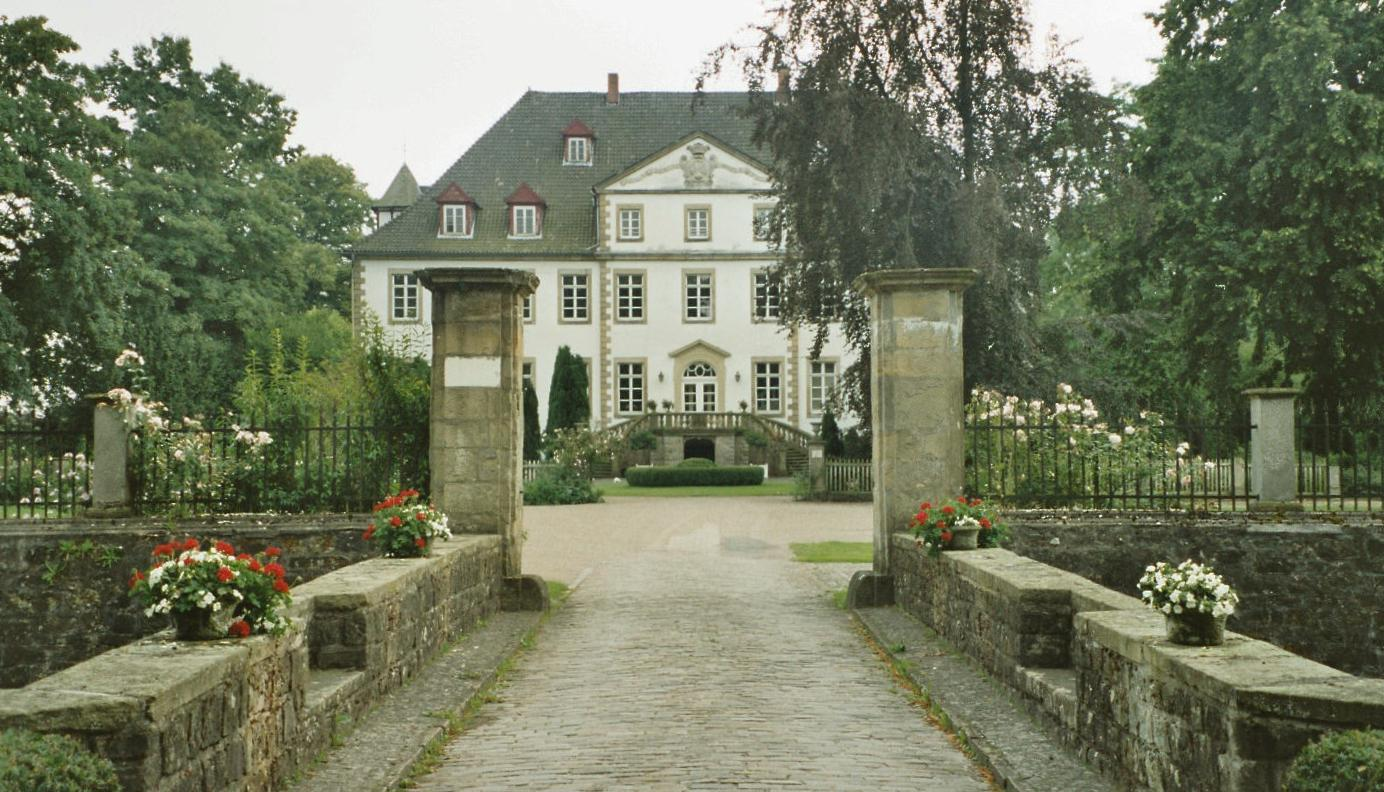
Gut Bruche

Eicken-Bruche ist eine relativ alte Siedlung, deren Entstehung bis in das Ende des 19. Jahrhunderts reicht. Damals noch aus verstreuten Bauernhöfen bestehend, die hauptsächlich auf Getreide- und Futterpflanzenproduktion konzentriert waren, kann es sich heute aufgrund zunehmender Bebauung immer weniger profilieren. Der Ursprung des Namens lässt sich leicht erklären. Eicken bedeutet „Eichen“ und Bruche stammt vom Wort „Bruch“, die Wiese, der Acker ab. Also gab es zur Zeit der Gründung weite Eichenwälder oder Wiesen, auf denen viele Eichen standen.
Das Rittergut Bruche befand sich ab etwa 1500 im Besitz der Herren von Oer. Über die Witwe des Otto von Pestel, die 1922 in zweiter Ehe Ludwig von Bar heiratete, gelangte es an die bis heute dort ansässige Familie von Bar.
Bis 1970 war Eicken-Bruche eine selbständige Gemeinde.

## Geografie
Obwohl Eicken-Bruche zwischen dem Teutoburger Wald und dem Wiehengebirge liegt, weist es nur geringe Höhenunterschiede auf. Vielmehr liegt der größte Teil der Gemeinde in einer Tiefebene. Dominierend ist nach wie vor bei der Bodennutzung die Landwirtschaft, obwohl zunehmend Immobilien für die zunehmende Einwanderungswelle gebaut werden. Die Einwohnerzahl Eicken-Bruches, oder kurz Eickens beträgt circa 2000 Einwohner.
Südlich von Eicken befindet sich außerdem der Landeplatz Melle-Grönegau.

## Europäische Arbeit
Alle zwei Jahre findet ein kulturelles Treffen zwischen den Eichendörfern statt, also den Dörfern Europas, deren Name seinen Ursprung im Wort Eiche hat. Folgende Gemeinden nehmen an den Aktivitäten teil:
- Eicken-Bruche (D), im Kreis Melle
- Eke (B), Ortsteil von Nazareth bei Gent
- Eecke (F), in der Nähe von Lille an der belgischen Grenze
- Eiken (CH), im nördlichen Aargau
- Eyke (GB), in der Grafschaft Suffolk, Provinz East Anglia, etwa 40 km von Ipswich entfernt
- Egtved (DK), bei Vejle in Sydjylland

wobei die letzten beiden Gemeinden 2005 das erste Mal am Austausch teilgenommen haben. Mit einem internationalen Zeltlager wird versucht, die Jugend an das Projekt heranzuführen, das von der Europäischen Union finanziell unterstützt wird.

## Sport/Bildung
In Eicken ist die Eickener Spielvereinigung zu Hause. Es besteht ein breites Angebot, wobei Handball eindeutig die beliebteste Sportart im Dorf ist. Die 1. Herren-Mannschaft spielt zudem in der Verbandsliga Nordsee, während es immer wieder auch Jugendmannschaften der ESV auf Landesebene schaffen.
Es gibt eine kleine Grundschule mit Sprachförderklasse.

## Gastronomie
Eicken-Bruche besitzt mehrere Gaststätten, sowohl ein griechisches Restaurant, als auch Betriebe, in denen rustikale deutsche Kost angeboten wird. Zudem gibt es verschiedene Hofläden, bei denen man frische Brötchen oder Bio-Eier kaufen kann.